# Västerhejde församling
Västerhejde församling var en församling i Visby stift. Församlingen uppgick 2010 i Stenkumla församling.
Församlingskyrka var Västerhejde kyrka.

## Administrativ historik
Församlingen har medeltida ursprung.
Församlingen var till 1500-talet moderförsamling för att därefter till 2010 vara annexförsamling i pastoratet Stenkumla, Västerhejde och Träkumla som mellan 1 maj 1920 och 1962 också omfattade församlingarna Vall, Hogrän och Atlingbo. Församlingen uppgick 2010 i Stenkumla församling.
Församlingskod var 098048.